# El rey de todo el mundo
El rey de todo el mundo es una película musical en coproducción entre España y México de 2021 dirigida por Carlos Saura. El reparto está formado por Ana de la Reguera, Manuel García Rulfo, Manolo Cardona, Enrique Arce, Eulalia Ramón, Damián Alcázar, Alejandra Toussaint y Ana Kupfer, acompañados de los jóvenes Giovanna Reynaud, Greta Elizondo, Izaak Alatorre y el bailarín internacional Isaac Hernández.

## Sinopsis
Manuel, después de mantenerse alejado de los escenarios, decide regresar con una obra llena de pasión y violencia. Para él, el nacimiento de El rey de todo el mundo, no significa solo levantar de nuevo el telón de su carrera como autor, también representará la posibilidad de enmendar errores del pasado y la esperanza de una reconciliación. Ofrece a Sara, su exmujer y actriz, bailarina y coreógrafa, de la que todavía sigue enamorado, la posibilidad de ir a México a hacer la obra de teatro e interpretar el papel protagonista y dirigir la coreografía del nuevo trabajo basado en las música y danzas de México.

## Reparto
- Ana de la Reguera como Sara
- Damián Alcázar como Don Anselmo
- Manuel García Rulfo como Manuel
- Manolo Cardona como Andrés
- Enrique Arce como Ángel
- Alejandra Toussaint como Alejandra
- Eulalia Ramón como Madre
- Greta Elizondo como Inés
- Giovanna Reynaud como Julia
- Izaak Alatorre como Juan
- Isaac Hernández como Diego